# Dominik Stehle
Dominik Stehle (* 15. Oktober 1986 in Oberstdorf) ist ein ehemaliger deutscher Skirennläufer. Der Slalomspezialist gehörte dem B-Kader des Deutschen Skiverbandes (DSV) und seit 2007 dem Zoll-Ski-Team der Bundeszollverwaltung an.

## Biografie
Der aus Obermaiselstein stammende Stehle nahm seit November 2006 regelmäßig an den Rennen um den Europacup teil. Erstmals punkten konnte er mit dem 18. Platz im Slalom von Oberjoch am 16. Februar 2007; weitere Top-20-Resultate folgten in den nächsten Jahren. Den ersten größeren Erfolg seiner Karriere feierte er am 24. März 2007, als er in Lohberg – allerdings in Abwesenheit von Felix Neureuther – Deutscher Meister im Slalom wurde.
Im Januar 2007 gab Stehle in Kitzbühel sein Debüt im Weltcup. In den kommenden zwei Jahren kam er einige weitere Male im Weltcup zum Einsatz, konnte jedoch nur einmal unter die besten 30 fahren, am 16. November 2008 mit einem 19. Platz im Slalom von Levi. Am 16. Januar 2009 zog er sich bei einem Europacupslalom in Oberjoch einen Kreuzbandriss im linken Knie zu. Ab Dezember 2009 bestritt er wieder Rennen, doch im Januar 2010 riss er sich erneut dasselbe Kreuzband.
Seit Dezember 2010 nahm Stehle wieder regelmäßig an Europacup- und seltener an Weltcuprennen teil. Während er im Weltcup zunächst ohne weitere Punkte blieb, erreichte er im Europacup mehrere Top-10-Platzierungen, erstmals im Januar 2011 mit dem zehnten Platz im Slalom von Kirchberg in Tirol. Im März 2012 wurde er zum zweiten Mal Deutscher Meister im Slalom. Nachdem er am 27. Januar 2015 beim Slalom in Schladming mit Rang 22 seine ersten Weltcuppunkte seit mehr als sechs Jahren gewonnen hatte, gelang ihm im Weltcupwinter 2015/16 in sechs der ersten sieben Saisonslaloms die Qualifikation für den zweiten Durchgang. Dabei steigerte er seine Bestleistung am 10. Januar 2016 beim Slalom in Adelboden zunächst auf Platz 14 und verbesserte sie am 26. Januar 2016 beim Nachtslalom in Schladming mit der zweitbesten Laufzeit im Finaldurchgang auf Platz vier, womit er sich erstmals unter den besten 10 in einem Weltcuprennen klassieren konnte.
In der Saison 2016/17 war der 15. Platz in Madonna di Campiglio sein bestes Weltcup-Ergebnis. In den Saisonen 2017/18 und 2018/19 lieferte er weitere 10 Platzierungen unter den besten 30 im Weltcup. Im März 2019 wurde er zum dritten Mal in seiner Karriere Deutscher Meister im Slalom.

## Erfolge

### Weltmeisterschaften
- St. Moritz 2017: 21. Slalom
- Åre 2019: 4. Mannschaftswettbewerb

### Weltcup
- 9 Platzierungen unter den besten 20 in Einzelrennen
- 1 Podestplatz bei Mannschaftswettbewerben

### Weltcupwertungen
| Saison  | Gesamt | Gesamt | Slalom | Slalom |
| Saison  | Platz  | Punkte | Platz  | Punkte |
| ------- | ------ | ------ | ------ | ------ |
| 2008/09 | 127.   | 12     | 54.    | 12     |
| 2014/15 | 137.   | 9      | 49.    | 9      |
| 2015/16 | 71.    | 113    | 23.    | 113    |
| 2016/17 | 122.   | 16     | 44.    | 16     |
| 2017/18 | 94.    | 44     | 31.    | 44     |
| 2018/19 | 95.    | 56     | 33.    | 56     |
| 2019/20 | 158.   | 3      | 59.    | 3      |

### Europacup
- Saison 2014/15: 6. Slalomwertung
- Saison 2017/18: 5. Slalomwertung
- 6 Podestplätze, davon 1 Sieg:

| Datum            | Ort      | Land        | Disziplin |
| ---------------- | -------- | ----------- | --------- |
| 10. Februar 2015 | Oberjoch | Deutschland | Slalom    |

### Weitere Erfolge
- 3 Deutsche Meistertitel im Slalom (2007, 2012 und 2019)
- 17 Siege in FIS-Rennen